# Filmfare Awards (1973)
20-я церемония награждения Filmfare Awards прошла в городе Бомбей 6 мая 1973 года. На ней были отмечены лучшие киноработы на хинди, вышедшие в прокат до конца 1972 года.

## Список лауреатов и номинантов

### Основные премии
| Категории                         | Фото лауреатов    | Лауреаты и номинанты                        | Фильмы                                      | Роли                                        |
| --------------------------------- | ----------------- | ------------------------------------------- | ------------------------------------------- | ------------------------------------------- |
| Лучший фильм                      | Лучший фильм      | • «Anubhav» (реж. и прод. Басу Бхаттачарья) | • «Anubhav» (реж. и прод. Басу Бхаттачарья) | • «Anubhav» (реж. и прод. Басу Бхаттачарья) |
| Лучший фильм                      | Лучший фильм      | • «Be-Imaan» (реж. и прод. Соханлал Канвар) |                                             |                                             |
| Лучший фильм                      | Лучший фильм      | • «Куртизанка» (реж. и прод. Камал Амрохи)  |                                             |                                             |
| Лучшая режиссёрская работа        |                   | • Камал Амрохи                              | «Куртизанка»                                | «Куртизанка»                                |
| Лучшая режиссёрская работа        | • Манодж Кумар    | «Шум»                                       | «Шум»                                       |                                             |
| Лучшая режиссёрская работа        | • Соханлал Канвар | «Be-Imaan»                                  | «Be-Imaan»                                  |                                             |
| Лучшая мужская роль               |                   | • Манодж Кумар                              | «Be-Imaan»                                  | Мохан                                       |
| Лучшая мужская роль               | • Раджеш Кханна   | «Amar Prem»                                 | Ананд Бабу                                  |                                             |
| Лучшая мужская роль               | • Раджеш Кханна   | «Враг»                                      | Сурджит Сингх                               |                                             |
| Лучшая женская роль               |                   | • Хема Малини                               | «Зита и Гита»                               | близнецы Зита и Гита                        |
| Лучшая женская роль               | • Мина Кумари     | «Куртизанка»                                | таваиф Наргис, её дочь Сахиб-Джан           |                                             |
| Лучшая женская роль               | • Ракхи           | «Aankhon Aankhon Mein»                      | Парвати                                     |                                             |
| Лучшая мужская роль второго плана |                   | • Пран                                      | «Be-Imaan»                                  | Рам Сингх                                   |
| Лучшая мужская роль второго плана | • Прем Натх       | «Шум»                                       | Хан Бадшах                                  |                                             |
| Лучшая женская роль второго плана |                   | • Бинду                                     | «История любви»                             | Мала                                        |
| Лучшая женская роль второго плана | • Назима          | «Be-Imaan»                                  | Мина                                        |                                             |
| Лучшая женская роль второго плана | • Зинат Аман      | «Брат и сестра»                             | Джасбир Джайсвал / Дженис                   |                                             |
| Лучшее исполнение комической роли |                   | • Джагдип                                   | «Bhai Ho To Aisa»                           | Джагги                                      |
| Лучшее исполнение комической роли | • Мехмуд          | «Из Бомбея в Гоа»                           | автобусный кондуктор Кханна                 |                                             |
| Лучшее исполнение комической роли | • Пайнтал         | «Повар»                                     | учитель танцев («Гуру-джи»)                 |                                             |
| Лучший сюжет                      |                   | • Басу Бхаттачария                          | «Anubhav»                                   | «Anubhav»                                   |
| Лучший сюжет                      | • Манодж Кумар    | «Шум»                                       | «Шум»                                       |                                             |

### Музыкальные премии
| Категории                       | Фото лауреатов        | Лауреаты и номинанты | Фильмы                 | Песни                 |
| ------------------------------- | --------------------- | -------------------- | ---------------------- | --------------------- |
| Лучшая музыка к песне           |                       | • Гулам Мохаммед     | «Куртизанка»           | «Куртизанка»          |
| Лучшая музыка к песне           | • Лаксмикант-Пьярелал | «Шум»                | «Шум»                  |                       |
| Лучшая музыка к песне           | • Шанкар-Джайкишан    | «Be-Imaan»           | «Be-Imaan»             |                       |
| Лучшие слова к песне            |                       | • Ананд Бакши        | «Amar Prem»            | «Chingari Koi Bhadke» |
| Лучшие слова к песне            | • Сантош Ананд        | «Шум»                | «Ek Pyar Ka Nagma»     |                       |
| Лучшие слова к песне            | • Верма Малик         | «Be-Imaan»           | «Jai Bolo Be-Imaan Ki» |                       |
| Лучший мужской закадровый вокал |                       | • Кишор Кумар        | «Amar Prem»            | «Chingari Koi Bhadke» |
| Лучший мужской закадровый вокал | • Мукеш               | «Be-Imaan»           | «Jai Bolo Be-Imaan Ki» |                       |
| Лучший мужской закадровый вокал | • Мукеш               | «Шум»                | «Ek Pyar Ka Nagma»     |                       |
| Лучший женский закадровый вокал |                       | • Аша Бхосле         | «Lal Patthar»          | «Suni Suni Sasoki»    |
| Лучший женский закадровый вокал | • Аша Бхосле          | «Lalkaar»            | «No Woh Soya»          |                       |
| Лучший женский закадровый вокал | • Аша Бхосле          | «Брат и сестра»      | «Dum Maro Dum»         |                       |

### Премии критиков
| Категории                   | Фильмы-лауреаты                                             |
| --------------------------- | ----------------------------------------------------------- |
| Лучший художественный фильм | • «Волшебное зеркало» (реж. Кумар Шахани, прод. комп. NFDC) |
| Лучший документальный фильм | • «Nine Months to Freedom» (реж. С. Сукхдев)                |

### Технические премии
| Категории                            | Лауреаты             | Фильмы        |
| ------------------------------------ | -------------------- | ------------- |
| Лучший диалог                        | • Рамеш Пант         | «Amar Prem»   |
| Лучший сценарий                      | • Арвинд Мукерджи    | «Amar Prem»   |
| Лучший монтаж                        | • Манодж Кумар       | «Шум»         |
| Лучшая операторская работа           | • П. Вайкунт         | «Зита и Гита» |
| Лучшая работа художника-постановщика | • Н. Б. Кулкарни     | «Куртизанка»  |
| Лучший звук                          | • Джехангир Науроджи | «Amar Prem»   |

## Наибольшее количество номинаций и побед
- «Be-Imaan» – 8 (7)
- «Шум» – 7 (1)
- «Amar Prem» – 6 (3)
- «Куртизанка» – 5 (1)